# Aston Martin Virage
El Aston Martin Virage es un automóvil deportivo gran turismo, producido por el fabricante británico de automóviles de lujo Aston Martin Lagonda Limited, como reemplazo de sus modelos V8. Fue introducido en el National Exhibition Centre (NEC) de Birmingham en 1988, mientras que la versión "Vantage" de alto rendimiento se lanzó en 1993 y luego el nombre del modelo base se cambió a "V8 Coupe" en 1996.
Se presentó un nuevo modelo Virage en el Salón del Automóvil de Ginebra de 2011 para ocupar la gama media de Aston Martin, pero se suspendió en 2012 debido a las muchas similitudes con los otros modelos de la marca.

## Primera generación

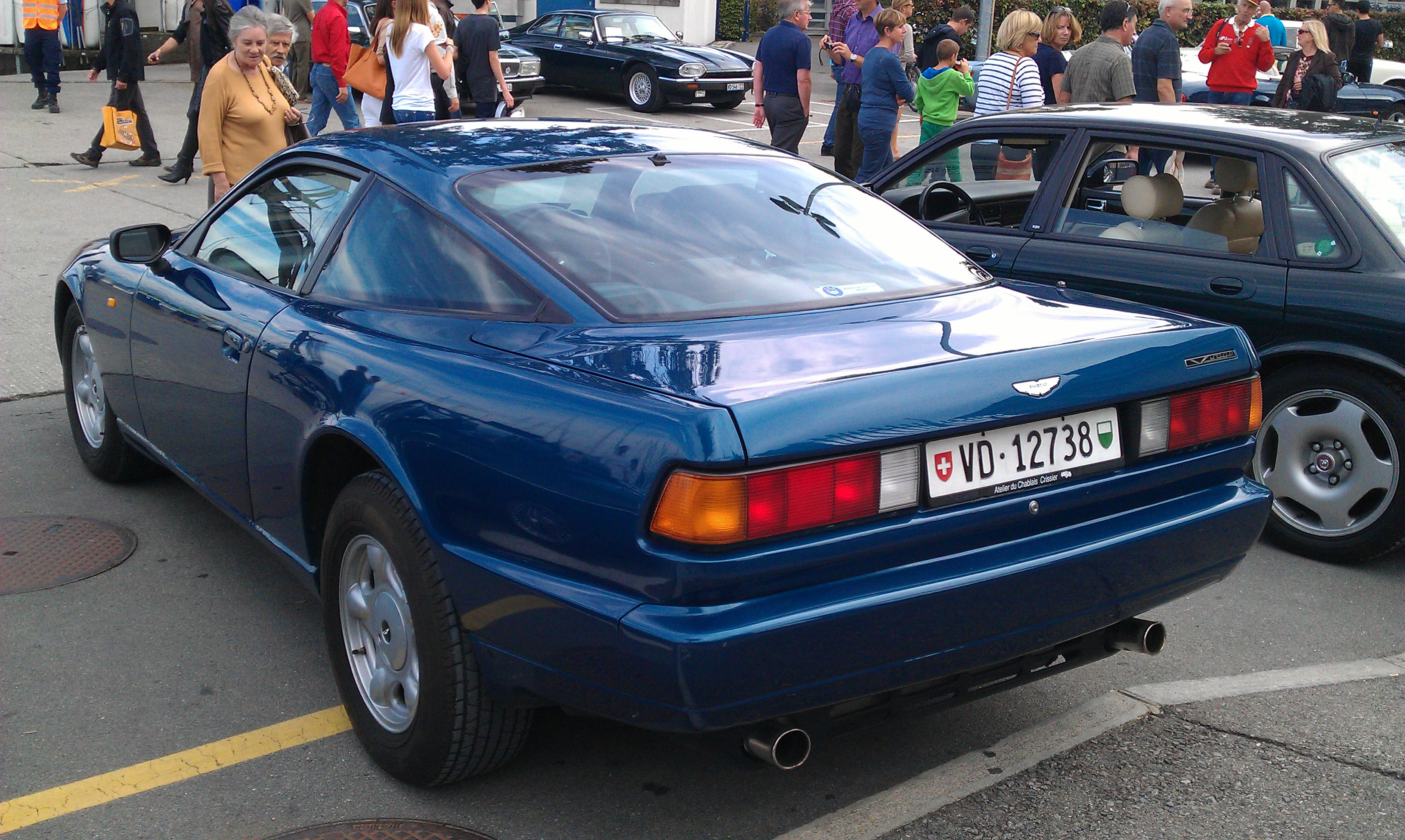
Vista posterior en Morges, Suiza en 2012

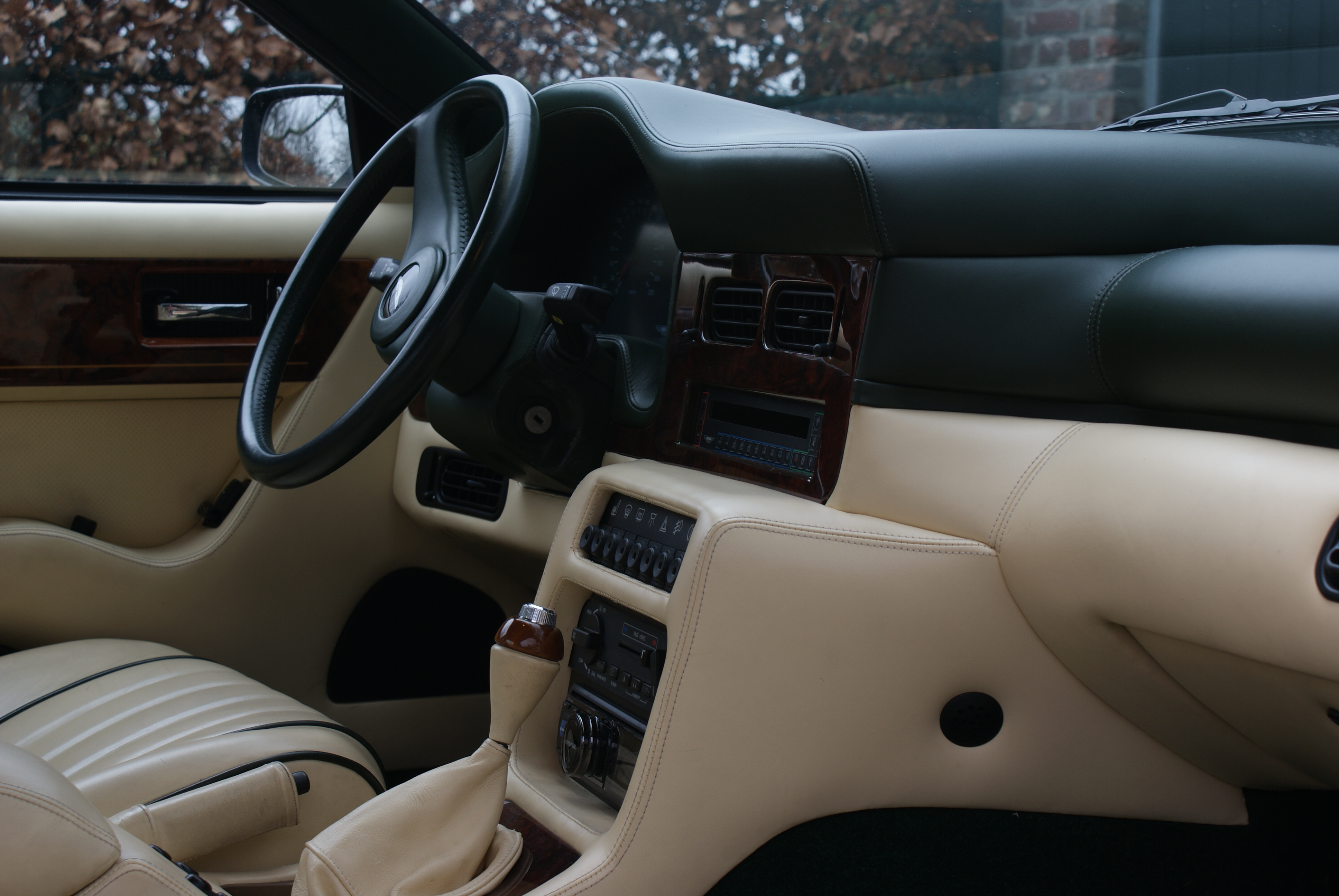
Interior

La versión con motor V8 fue pensada como el modelo insignia de la compañía, con el DB7 de seis cilindros, introducido en 1994 y colocado por debajo como modelo base. Aunque el DB7 estuvo disponible con un motor V12 de alto rendimiento, el Virage siguió siendo el buque insignia exclusivo, caro y construido a mano de la gama Aston Martin. Fue reemplazado en 2000 por el Vanquish. A finalizar la producción del modelo 2000, se habían construido 1050 coches en total. El nombre de V8 Vantage reapareció en el modelo base del Aston Martin Vantage en 2005.
En comparación con el V8 anterior, el diseño era fresco y más moderno. El Virage era más similar en lenguaje de diseño al Lagonda que al V8 al que reemplazó. De hecho, el chasis era una evolución del Lagonda, con una suspensión trasera con eje De Dion, ubicada por barras de radio trianguladas y un mecanismo de Watt y con una unidad de doble horquilla en la parte delantera. Para reducir costos, muchas de las piezas menos importantes provenían de otras compañías, como había sido el caso de los automóviles Aston Martin del pasado. Los elegantes faros delanteros y traseros se obtuvieron del Audi 100 y del Volkswagen Scirocco, respectivamente, mientras que General Motors, Jaguar y Ford proporcionaron la columna de dirección, el panel de control del climatizador, los espejos retrovisores y los interruptores del panel de instrumentos. De hecho, Ford había comprado Aston Martin y Jaguar poco antes de que el Virage debutara y se convirtiese en el primer modelo en ser introducido bajo el nuevo propietario.
Era un coche grande y pesado a pesar de su carrocería totalmente de aluminio, pero su motor V8 de 5341 cm³ (5,3 litros) y 32 válvulas con un par motor de 364 lb·pie (494 N·m), elevó su rendimiento a niveles cercanos a los de un automóvil superdeportivo. "La aceleración nunca parece agotarse…", afirmó la revista Sports Car International durante una primera prueba. También elogiaron la naturaleza "ávida y acelerada" del motor de 330 HP (335 CV; 246 kW), con sus culatas diseñadas por Callaway Cars Incorporated e inyección de combustible Weber-Marelli. "Nada suena como un Aston V8…", concluyeron. El coche de 3946 libras (1790 kg) podría alcanzar una velocidad máxima de 254 km/h (158 mph). La variante automática podría acelerar de 0 a 60 mph (97 km/h) en aproximadamente 6.5 segundos y en 7.4 segundos para la versión manual. En el Salón del Automóvil de Ginebra de 1996, se anunció una mejora en la potencia de hasta 350 HP (355 CV; 261 kW). El actor inglés Rowan Atkinson era dueño de un Virage Cupé que apareció en la portada de la revista Car en mayo de 1990. En el artículo comentó cómo el moderno sistema de climatización proporcionaba una eficiencia de calefacción más allá de los sueños del veterano conductor de Aston Martin y no podía creer que el aire caliente llegara a los pies solamente 90 segundos después de poner el vehículo en marcha.
La caja manual de cinco velocidades provista por ZF Friedrichshafen, se instaló en aproximadamente el 40% de los autos producidos. La opción automática más popular fue la Chrysler TorqueFlite de tres velocidades. Para el modelo 1993, la transmisión de tres velocidades fue reemplazada por una unidad automática de cuatro velocidades. La transmisión manual de seis velocidades del Vantage también se volvió opcional al final de la producción del Virage.
Se fabricaron un total de 411 Virage cupé entre 1989 y 2000, de los cuales solamente 54 fueron importados a los Estados Unidos.

### Works Service

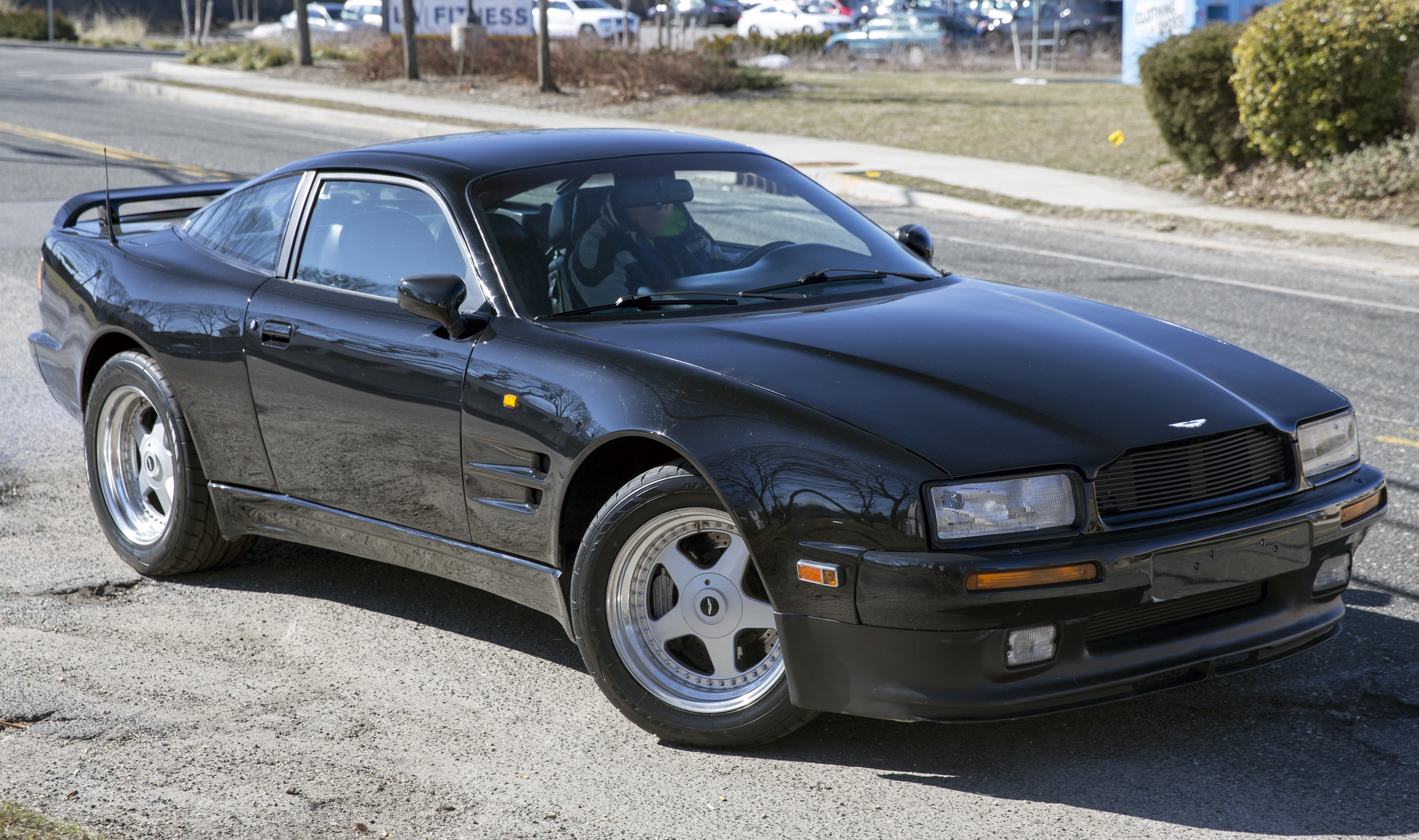
Virage 6.3 Widebody Works Service de 1991, en negro Cannock

En enero de 1992, se introdujo un servicio de conversión, permitiendo actualizar el coche a la versión Virage 6.3. Como su nombre lo indica, la pieza central de la conversión fue un V8 de 6347 cm³ (6,3 litros), derivado del utilizado por el automóvil de carreras AMR1. Este motor tenía una potencia de 465 a 500 HP (471 a 507 CV) (347 a 373 kW) a las 6000 rpm y 480 lb·pie (651 N·m) de par a las 5800 rpm, con lo que le permitía alcanzar una velocidad máxima de 282 km/h (175 mph).
Otros cambios incluyeron frenos de disco ventilados de 362 mm (14,3 pulgadas), los más grandes usados en un coche de pasajeros hasta el Bentley Continental GT y ruedas de 18 pulgadas (45,7 cm). Visualmente, el 6.3 tenía parachoques ensanchados, umbrales bajos y tomas y salidas de aire laterales.
Igual que con la planta motriz más potente, la conversión de carrocería ancha con una mayor toma de aire frontal, rines OZ más grandes y frenos mejorados también fueron parte del paquete. De hecho, la versión de carrocería ancha se veía mejor que el 6.3 cupé.
Era una opción popular vista en muchos ejemplares posteriores, aunque en su mayoría retuvo el V8 de 5341 cm³ (5,3 litros), que son conocidos como 6.3 cosméticos, mientras que los genuinos tenían un paquete de frenos y suspensión mejorados, por lo que los "cosméticos" generalmente retuvieron el equipamiento de la versión estándar.
Algunos Volante fueron convertidos a las especificaciones de la carrocería ancha después de haber sido terminados completamente, aunque después en la vida del Volante, muchos fueron fabricados con la carrocería ancha en producción.

### Virage Shooting Brake
Se ofreció una versión Shooting Brake en cantidades limitadas, que debutó en marzo de 1992 en el Salón del Automóvil de Ginebra. Sin embargo, a diferencia de los modelos anteriores de Shooting brake de Aston Martin, el Virage fue producido internamente por Works Service y se estima que solamente se construyeron seis unidades en total. Los coches tenían un precio de 165 000 ₤. Se cree que los coches conservaron los números de chasis del Virage, excepto dos que recibieron números de chasis del tipo "DP/2099".

### Lagonda Virage Sedán

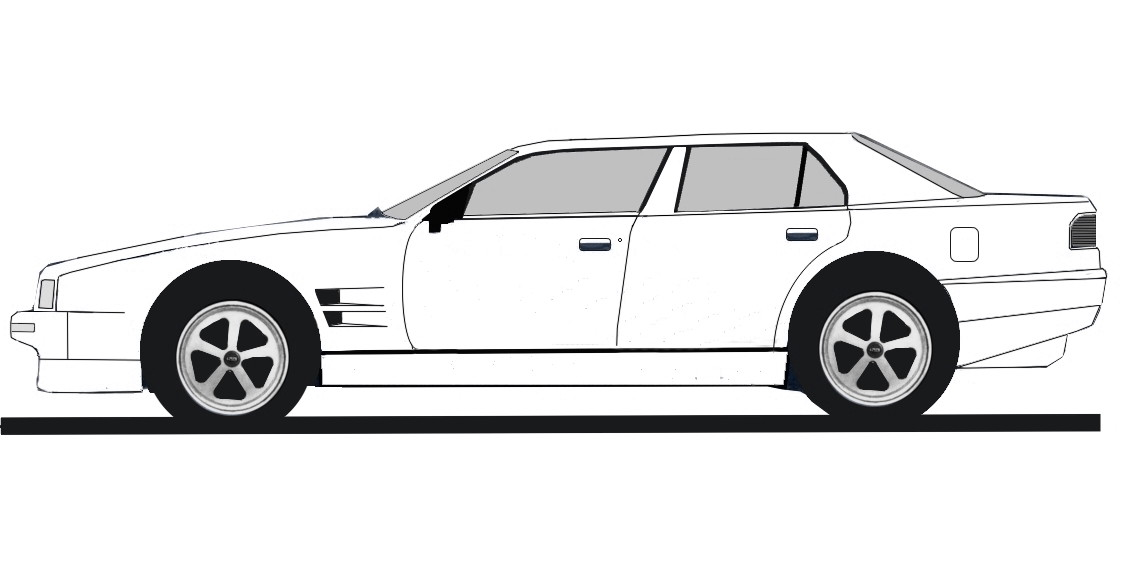
Un boceto que muestra el perfil lateral de la berlina Lagonda Virage

El Lagonda Sedán es un modelo Virage de cuatro puertas y distancia entre ejes alargada que se fabricó en cantidades muy limitadas y exclusivamente bajo pedido, reviviendo la segunda marca de Aston Martin, que estuvo inactiva durante mucho tiempo. Introducido en 1994, fue fabricado por Aston Martin Works Service con chasis alargado en 12 pulgadas (305 mm), aunque se pidieron dos con una longitud adicional de 18 pulgadas (457 mm). El nombre se refiere al Aston Martin Lagonda de cuatro puertas.
El Lagonda Virage costaba alrededor de 250 000 £ y se estima que solamente se han producido ocho o nueve unidades, siendo algunas conversiones de Virage normales. Seis de estos coches fueron encargados por una familia real.
Siguiendo los seis ordenados originalmente, la familia real de ultramar también ordenó otro par de un largo todavía más extremo de unas 18 pulgadas (45,7 cm), que ofrecía mayor espacio para las piernas en las plazas traseras, como una verdadera limusina. Ambos tenían el volante a la derecha, con las especificaciones de 6347 cm³ (6,3 litros) y transmisión automática; uno acabado en color rojo y el otro en negro.

### Lagonda Virage Shooting Brake
El Lagonda Virage Shooting Brake de cinco puertas debutó al mismo tiempo que el Lagonda Virage. Fue fabricado por Aston Martin Works Service en solamente una o dos unidades. El coche ha sido visto con el distintivo "Vacances" en la parte trasera. Se fabricaron otros seis coches para una familia real desde cero, añadiendo una extensión de 16 pulgadas (40,6 cm) al chasis de un Virage estándar.

### V8 Coupe

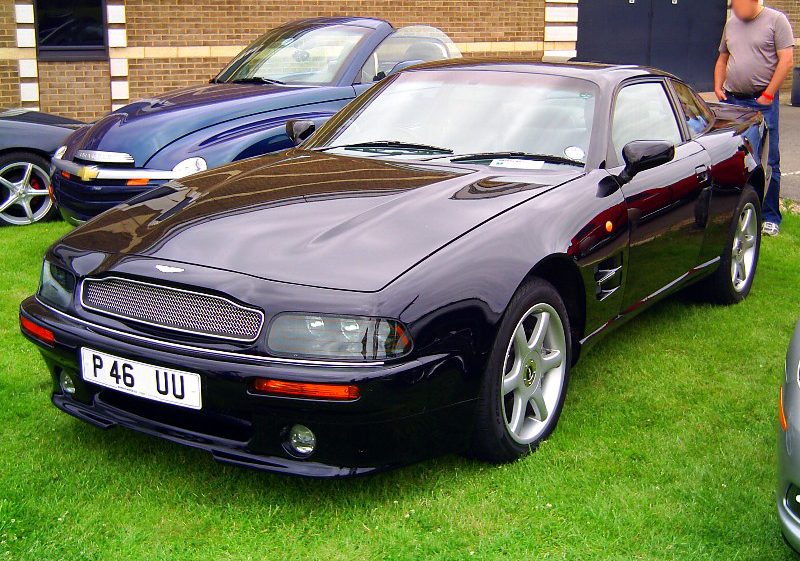
V8 Cupé de 1997

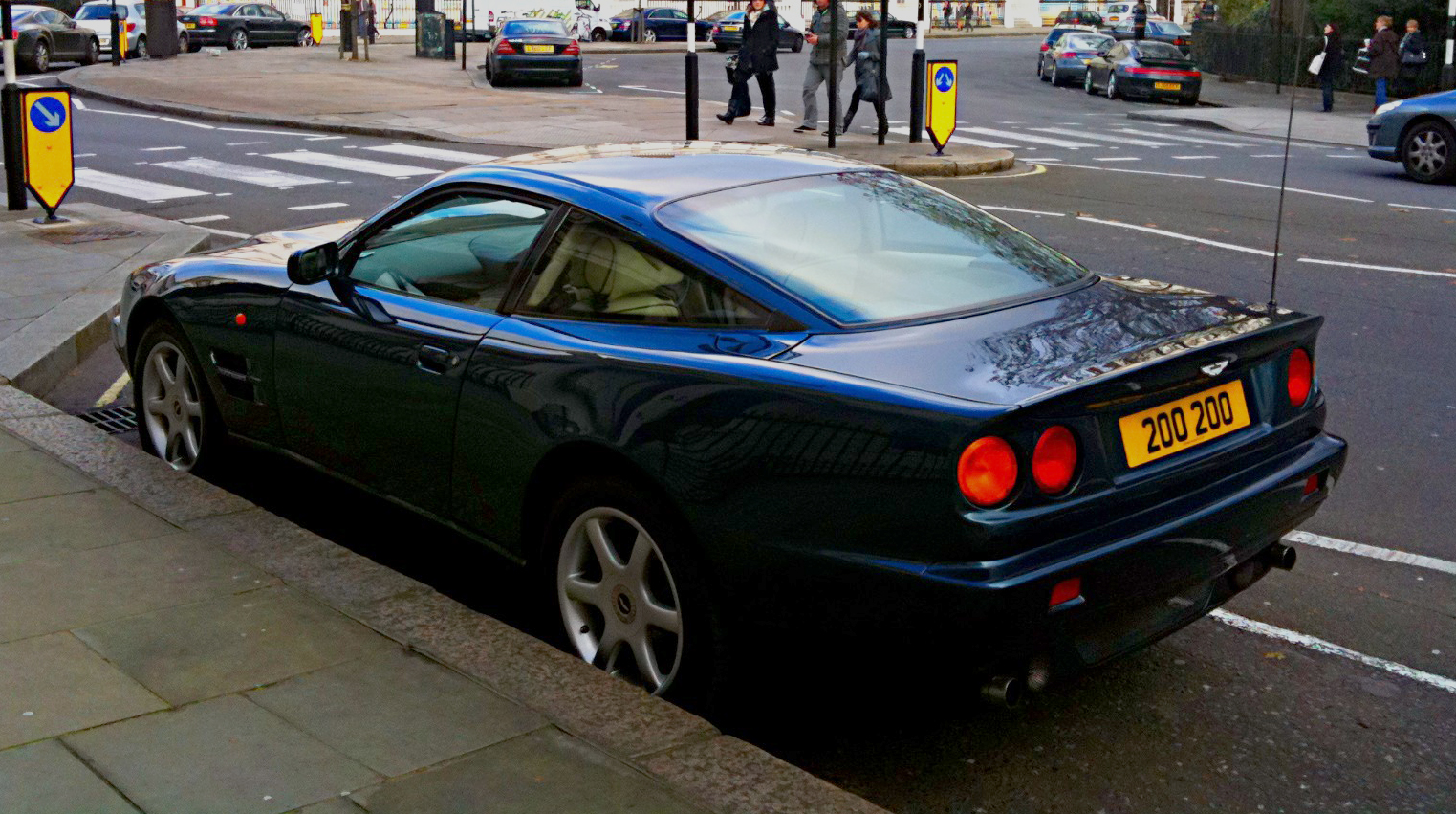
Vista lateral-trasera

Un V8 Cupé menos extremo reemplazó al Virage estándar a partir de 1996 con el estilo actualizado heredado del Vantage más potente. Al carecer de sobrealimentación y del estilo de carrocería más agresivo de su hermano, su planta motriz tenía una potencia de 330 HP (335 CV; 246 kW) y 500 N·m (369 lb·pie) de par motor, con lo que podía aproximarse a una velocidad máxima de 160 mph (257 km/h) y acelerar de 0 a 60 mph (97 km/h) en menos de siete segundos. El Virage continuaba la tradición de la artesanía fina con la carrocería de aluminio hecho a mano y cuero de alta calidad, cumpliendo con los más altos estándares de tecnología moderna aplicados al diseño del chasis y la planta motriz.
Después de haber encabezado la transformación del Aston Martin V8 para los años 1990, el nombre Virage fue desechado en 1994, cuyo lugar como el modelo estándar fue reemplazado por el estilo del V8 Vantage Cupé. Introducido en el Salón del Automóvil de Ginebra de 1996, el nuevo modelo adoptó todas las señales de estilo musculoso del Vantage, pero retuvo el V8 de 5341 cm³ (5,3 litros) de aspiración natural del Virage, con un desempeño similar. El modelo formó parte de la gama de Aston Martin durante solamente tres años junto con el DB7 y es uno de los más raros miembros de la moderna familia V8.
Otras características incluían una parrilla cromada, rodeada por una toma de aire frontal e incorporando luces diurnas. Con la ausencia de rines de ancho más grandes del Vantage, el V8 Cupé era sutil y elegante. El acabado del trabajo tenía una mejor apariencia y una mejor actualización de desempeño con respecto al Virage. Una transmisión automática de cuatro velocidades era la opción estándar, ya que ninguno se fabricó con cambio manual.
Los rines de aluminio OZ Saturn de seis rayos tenían estos un poco más delgados que los del Vantage, que calzaban neumáticos Pirelli P Zero 255/50, aunque era posible equiparlo con los rayos Dymag. También era posible ver parrillas en acabado mate del Vantage. En total, se fabricaron 101 unidades entre 1996 y 2000.

### V8 Sportsman Familiar
El V8 también fue objeto de una conversión de carrocería por parte del departamento de servicio de fábrica de Aston Martin. Denominado Sportsman Familiar, solamente tres se fabricaron utilizando Cupés V8 existentes como base. No se realizaron modificaciones mecánicas y el Familiar conservó el motor y la mecánica del V8 Cupé.

### Virage Volante / V8 Volante

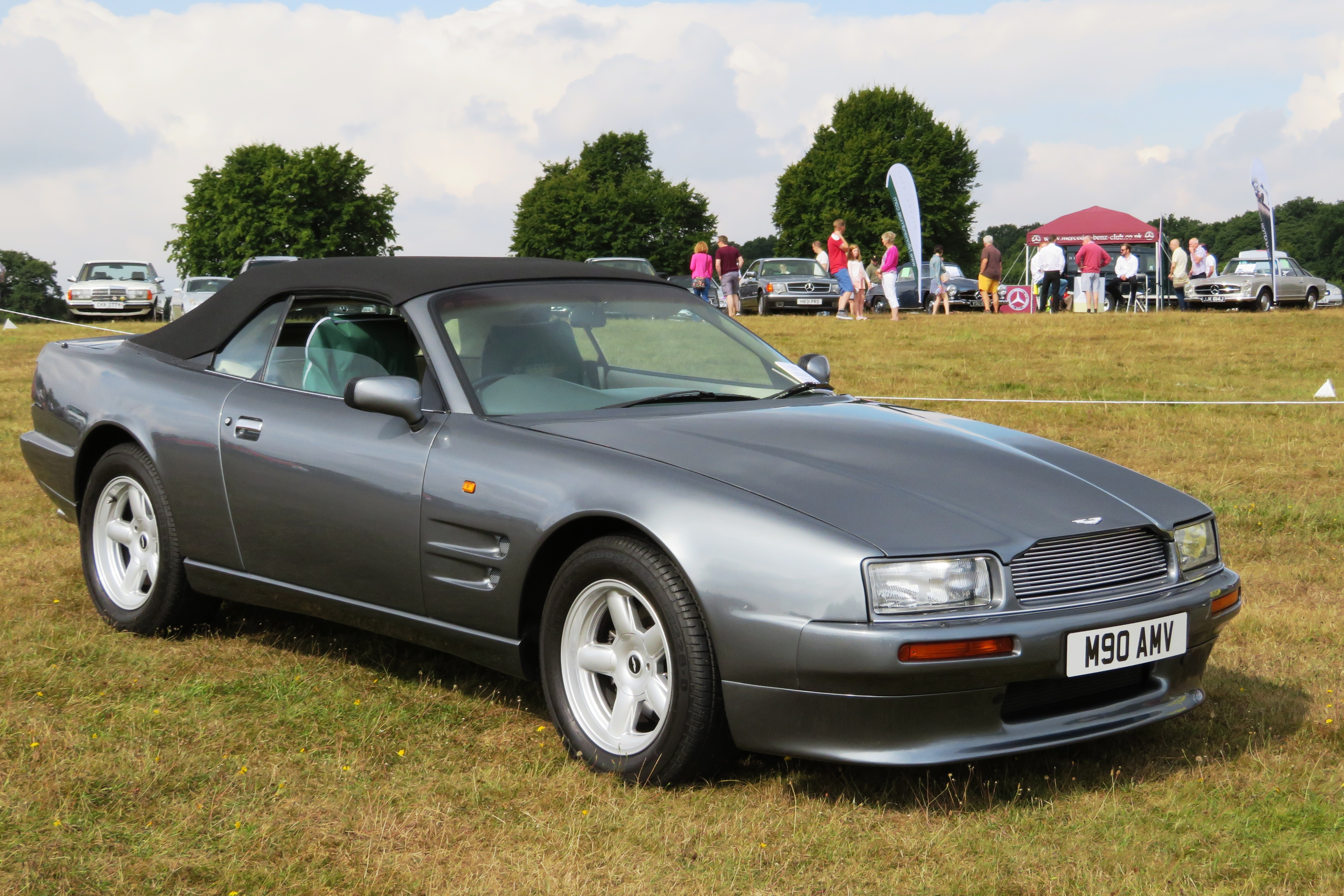
Volante Cabriolet registrado en mayo de 1995

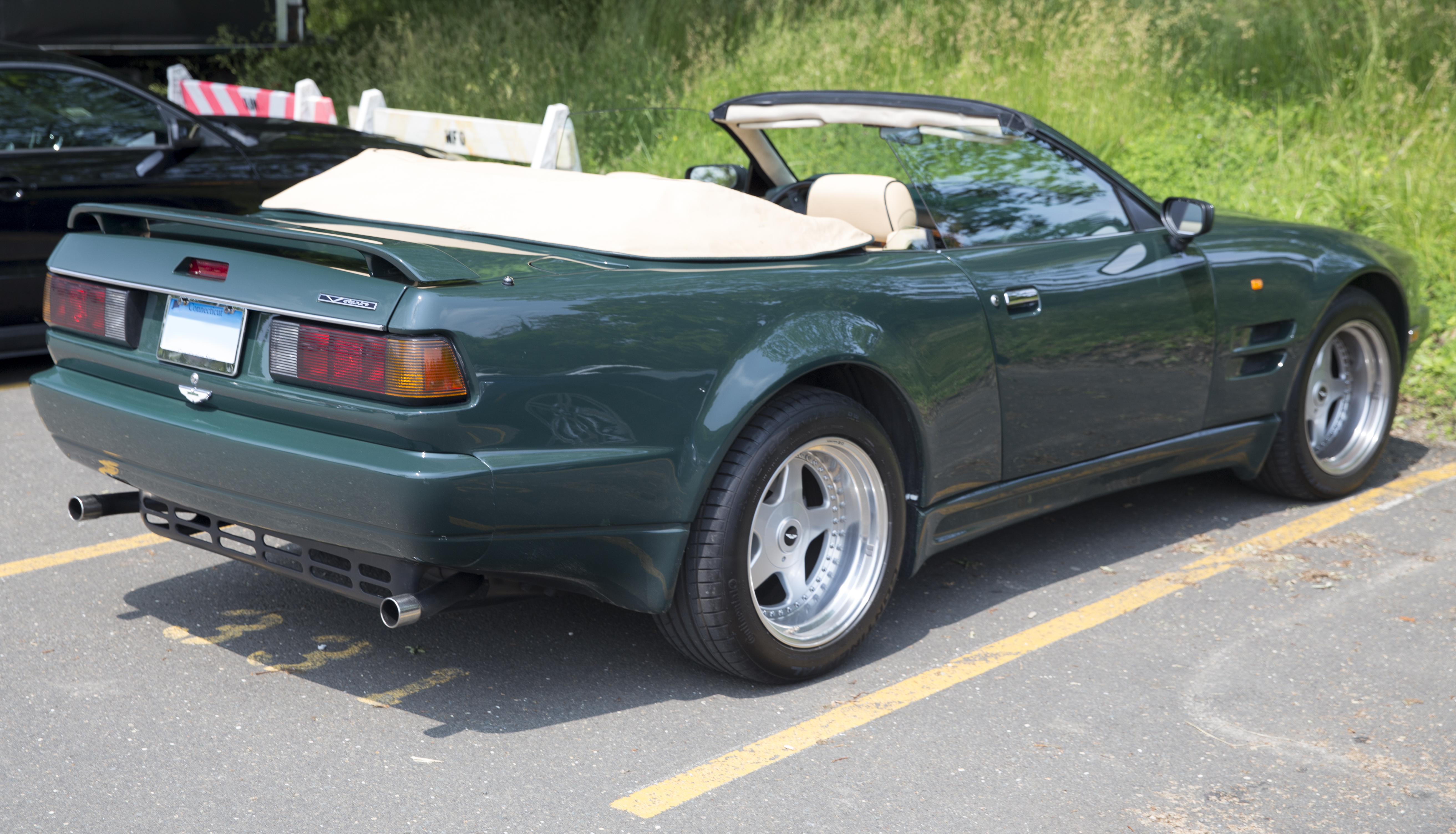
Virage Volante Widebody de 1993 en Greenwich en 2019

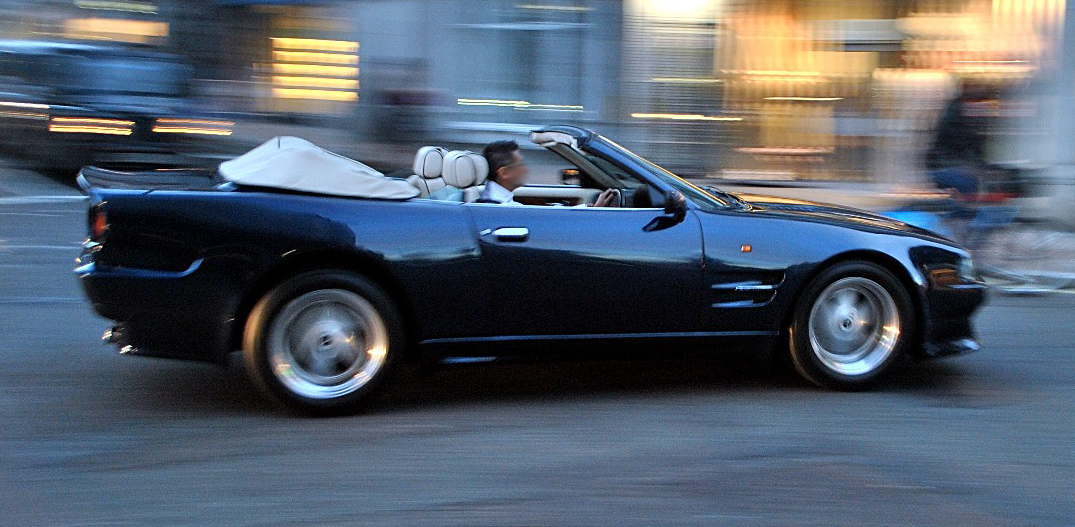
Vantage Volante de batalla larga

La versión descapotable del Virage, llamada Virage Volante, debutó en el Salón del Automóvil de Birmingham de 1990 como un estricto biplaza, pero se mostró una versión 2+2 en el Salón del Automóvil de Ginebra de 1991. Las unidades de serie, que aparecieron por primera vez en 1992, debían presentar asientos 2+2. Distintas fuentes afirman que se habían producido 224 o 233 ejemplares cuando terminó la producción en 1996. Los últimos 11 ejemplares ya tenían la versión del motor de aspiración natural de 1995 que se encontraba en los últimos modelos V8 y V8 LWB Volante con la transmisión automática TorqueFlite mejorada de cuatro velocidades y sobremarcha, con una potencia de salida de 359 CV (354 HP; 264 kW), lo que puede ser parte de la razón por la que hay cierto desacuerdo con los números de producción.
También en 1992, Aston Martin presentó su actualización "Works Service" de 6347 cm³ (6,3 litros), que incluía guardabarros más anchos para acomodar las ruedas OZ más grandes y frenos de disco de 14 pulgadas (35,6 cm), ventilación adicional, umbrales más profundos y otras modificaciones de apariencia. Esto estuvo disponible de inmediato en el Cupé y en el Volante. Aston Martin pronto presentó una versión estrictamente cosmética llamada "Wide Body" con el motor regular de 5341 cm³ (5,3 litros); esto estaba destinada principalmente al mercado de los Estados Unidos, ya que el 6.3 no estaba certificado para su venta allí. Un total de 13 de estos vehículos fueron construidos para los Estados Unidos, mientras que solamente se entregaron siete Virage Volante normales allí. En contraste con el Wide Body Volante, el Príncipe de Gales eligió equipar su Volante de 1994 con la carrocería estándar junto con el V8 de 6347 cm³ (6,3 litros) con 465 HP (471 CV; 347 kW), acoplado a una transmisión manual.
Un nuevo V8 Volante Long Wheelbase (de batalla larga) con el estilo actualizado del V8 Cupé, fue producido entre 1997 y 2000 en un chasis alargado. Solamente se fabricaron 63 unidades cuando se detuvo la producción.

### Vantage

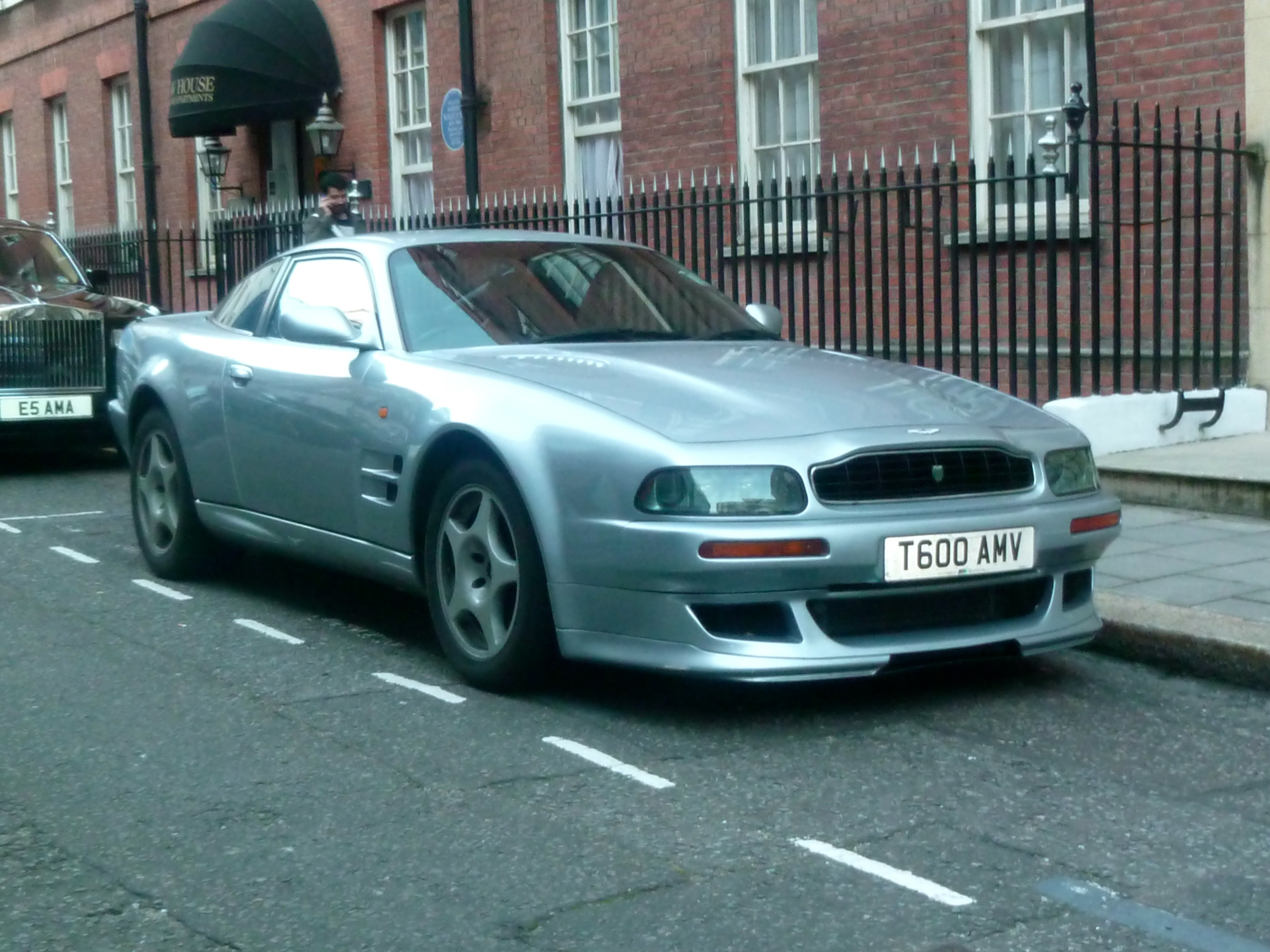
Vantage V600

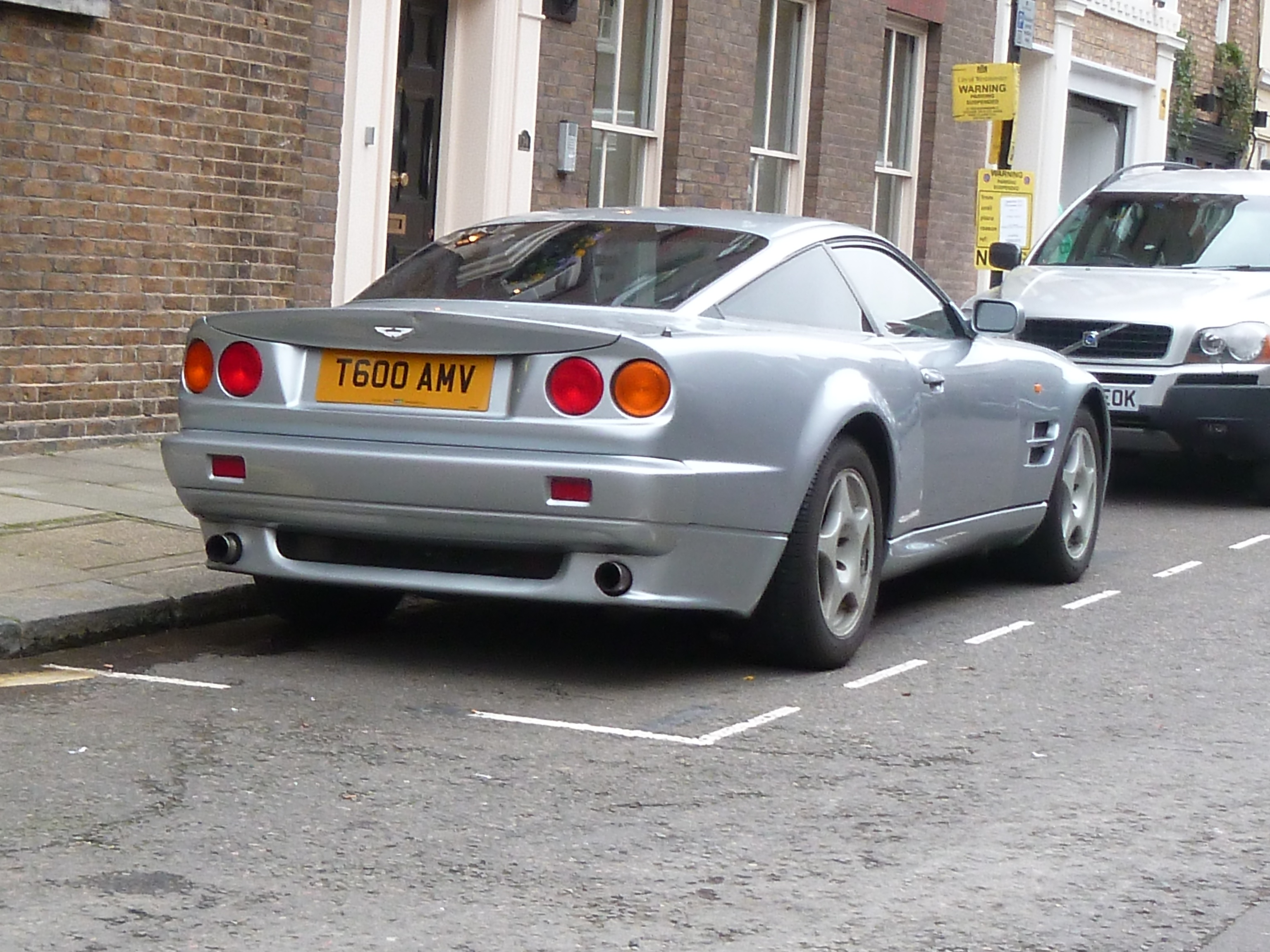
Vista trasera

Al igual que con muchos otros modelos de Aston Martin, más adelante se introduciría un modelo Vantage de alto rendimiento del Virage. Presentado por primera vez en Birmingham en septiembre de 1992, el Vantage se produjo entre 1993 y 2000; y pronto se convertiría en la única variante disponible. El nombre de Virage duró solamente unos años, y sus descendientes finales heredaron el nombre simple y familiar de V8.
El Vantage tenía un nuevo estilo, compartiendo solamente el techo, las puertas y los retrovisores exteriores con el Virage. Los espejos retrovisores exteriores fueron reemplazados posteriormente por unos espejos de nuevo estilo exclusivos de este modelo. El Vantage, más ancho y más bajo, disponía de cuatro luces traseras redondas, más tarde adoptadas en el V8 Cupé básico y presentaba una nueva suspensión trasera y electrónica interior modernizada. Al igual que el 6.3, el Vantage usaba frenos de disco de 362 mm (14,3 pulgadas) de tamaño récord y rines de 18 pulgadas (45,7 cm).
El mayor cambio en el Vantage fue dentro del compartimiento del motor, con un V8 de 5341 cm³ (5,3 litros) que pasó a montar sobrealimentadores gemelos. La potencia de salida era de 550 HP (558 CV; 410 kW) y el par motor era igualmente alto, alcanzando 550 lb·pie (746 N·m) a las 4000 rpm. Alcanzaba una velocidad máxima de 300 km/h (186 mph), con una aceleración de 0 a 60 mph (97 km/h) en 4.6 segundos. Los automóviles de los clientes podían devolverse al Servicio de Fábrica a partir de 1998 para ser convertidos a la especificación V600, quedando el motor potenciado hasta los 600 HP (608 CV; 447 kW) a las 6200 rpm y 600 lb·pie (813 N·m) de par motor a las 4400 rpm.

### V8 Vantage Le Mans

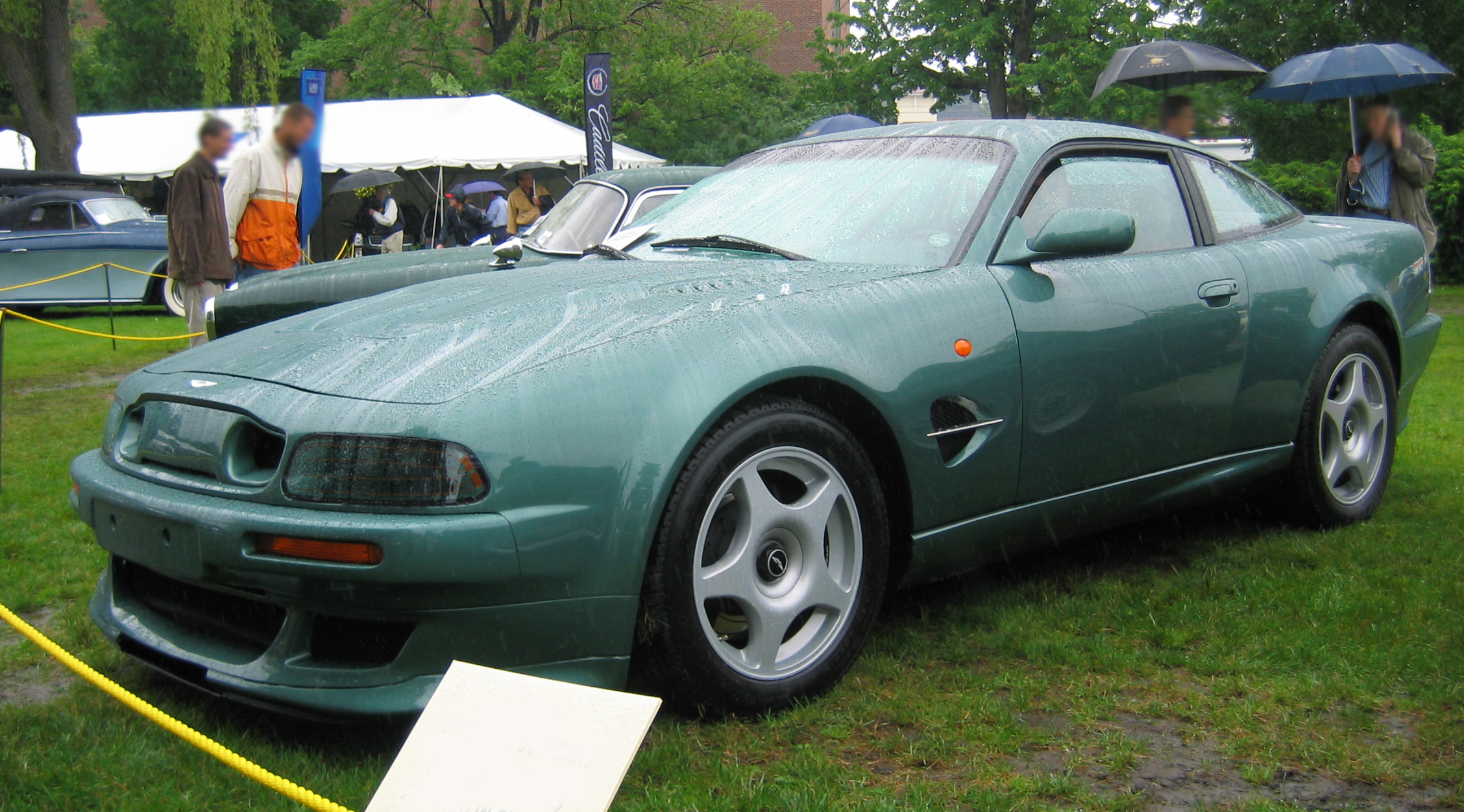
Vantage Le Mans

La nueva Normativa europea sobre emisiones y seguridad, provocó que Aston Martin decidiera poner fin a la producción de la línea V8 Vantage y el modelo final se denominó "V8 Vantage Le Mans". En honor a la victoria de Aston Martin en las 24 Horas de Le Mans de 1959, se lanzó una tirada limitada de 40 unidades cuyo prototipo se presentó en Ginebra en 1999, coincidiendo con el 40.º aniversario del triunfo en la prueba francesa.
Todos los Vantage Le Mans fueron modificados después de su entrega para disponer de una potencia de 600 HP (608 CV; 447 kW) y 600 lb·pie (813 N·m) de par motor, introduciendo una suspensión reforzada con amortiguadores KONI especiales y barras estabilizadoras más rígidas. La carrocería presentaba una rejilla frontal ciega y ventilaciones laterales modificadas, replicando las ventilaciones laterales del DBR-1 ganador de las 24 Horas de Le Mans, así como un alerón delantero y un faldón trasero más grandes. El interior fue reelaborado con un tacómetro más grande, un acabado especial de titanio en algunas partes y características como parabrisas calefactado, radares de estacionamiento, control de tracción, asientos eléctricos con calefacción y tapizado de cuero Connolly completo con alfombrillas de lana Wilton a juego. Las ruedas eran las mismas unidades de magnesio Dymag que se ven en la mayoría de los V600. El rendimiento incluyó una velocidad máxima verificada de 320 km/h (199 mph) y una aceleración de 0 a 100 km/h (62 mph) en 3.9 segundos. El llavero era de plata esterlina y en los documentos de entrega se proporcionaba un mapa con el recorrido desde Newport-Pagnell a la legendaria pista de Le Mans. Cada coche se fabricó por encargo especial y se equipó con una placa de matrícula que indicaba también el nombre del primer propietario.

### Disponibilidad en Estados Unidos
El Virage no estaría disponible en los Estados Unidos hasta el verano de 1990 y el convertible Virage Volante no se pudo adquirir hasta 1992. Las versiones Cupé y el Virage Vantage no se ofrecieron oficialmente a la venta en los Estados Unidos. Su disponibilidad terminó después del modelo 1993, debido a la falta de bolsas de aire para pasajeros y a la imposibilidad de cumplir con las regulaciones de emisiones.

### Motorizaciones

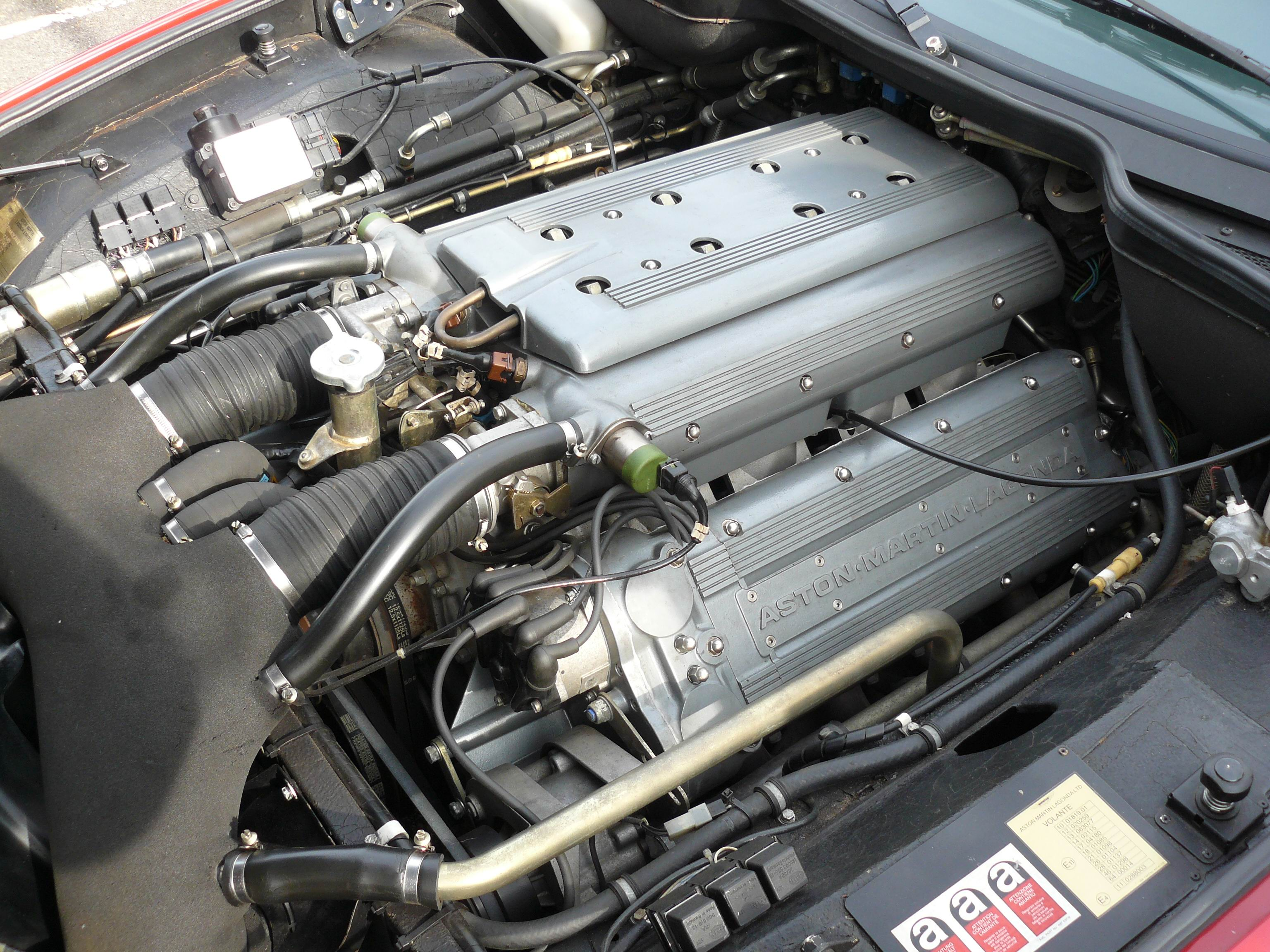
Compartimento del motor de un V8 Virage

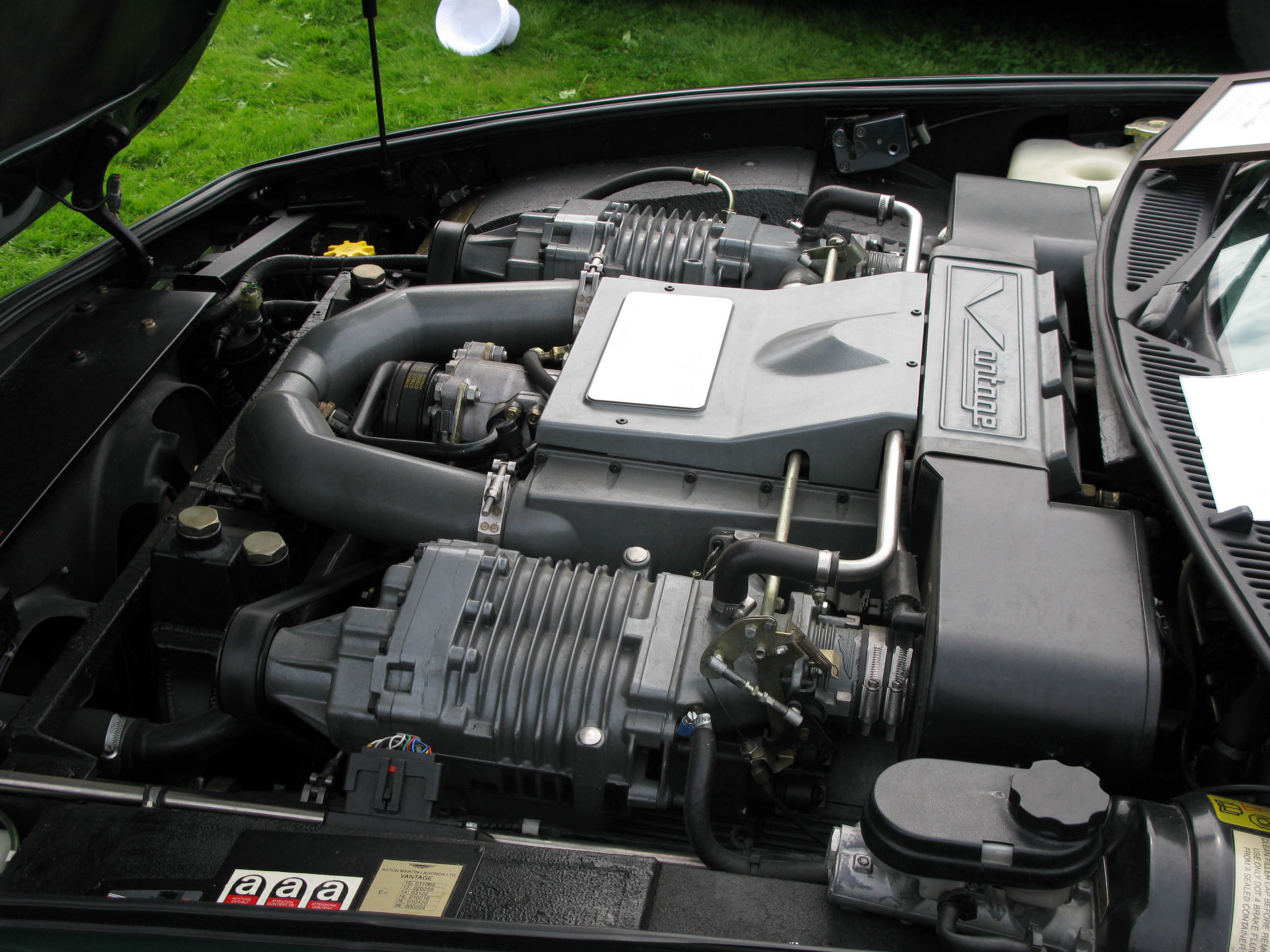
Compartimento del motor de un Vantage

| Variantes             | Cilindrada       | Diámetro x carrera            | Relación de compresión | Aspiración                                       | Potencia máxima                    | Par máximo                      | Peso              |
| --------------------- | ---------------- | ----------------------------- | ---------------------- | ------------------------------------------------ | ---------------------------------- | ------------------------------- | ----------------- |
| Vantage               | 5341 cm³ (5,3 L) | 100 x 85 mm (3,94 x 3,35 plg) | 9.0:1                  | Natural                                          | 305 HP (309 CV; 227 kW) @ 5000 rpm | 320 lb·pie (434 N·m) @ 3000 rpm | 1990 kg (4387 lb) |
| Virage Volante        | 5341 cm³ (5,3 L) | 100 x 85 mm (3,94 x 3,35 plg) | 9.5:1                  | Natural                                          | 310 HP (314 CV; 231 kW) @ 6000 rpm | 340 lb·pie (461 N·m) @ 3700 rpm | 2000 kg (4409 lb) |
| Virage                | 5341 cm³ (5,3 L) | 100 x 85 mm (3,94 x 3,35 plg) | 9.5:1                  | Natural                                          | 330 HP (335 CV; 246 kW) @ 5300 rpm | 350 lb·pie (475 N·m) @ 4000 rpm | 1790 kg (3946 lb) |
| V8 Volante automatic  | 5341 cm³ (5,3 L) | 100 x 85 mm (3,94 x 3,35 plg) | 9.75:1                 | Natural                                          | 350 HP (355 CV; 261 kW) @ 6000 rpm | 369 lb·pie (500 N·m) @ 4300 rpm | 2050 kg (4519 lb) |
| V8 Vantage            | 5341 cm³ (5,3 L) | 100 x 85 mm (3,94 x 3,35 plg) | 8.2:1                  | Dobles compresores volumétricos tipo Roots Eaton | 550 HP (558 CV; 410 kW) @ 6500 rpm | 550 lb·pie (746 N·m) @ 4000 rpm | 1990 kg (4387 lb) |
| Vantage V600/ Le Mans | 5341 cm³ (5,3 L) | 100 x 85 mm (3,94 x 3,35 plg) | 8.2:1                  | Dobles compresores volumétricos tipo Roots Eaton | 600 HP (608 CV; 447 kW) @ 6200 rpm | 600 lb·pie (813 N·m) @ 4400 rpm | 1970 kg (4343 lb) |
| Volante 6.3 automatic | 6347 cm³ (6,3 L) | 101 x 99 mm (3,98 x 3,90 plg) | 9.5:1                  | Natural                                          | 465 HP (471 CV; 347 kW) @ 6000 rpm | 460 lb·pie (624 N·m) @ 4000 rpm | 1975 kg (4354 lb) |
| Volante 6.3           | 6347 cm³ (6,3 L) | 101 x 99 mm (3,98 x 3,90 plg) | 9.5:1                  | Natural                                          | 500 HP (507 CV; 373 kW) @ 6000 rpm | 480 lb·pie (651 N·m) @ 5800 rpm | 2005 kg (4420 lb) |

| Tipo                   | 1.ª  | 2.ª  | 3.ª  | 4.ª  | 5.ª   | 6.ª | Reversa | Final |
| ---------------------- | ---- | ---- | ---- | ---- | ----- | --- | ------- | ----- |
| Manual ZF              | 2.9  | 1.78 | 1.22 | 1    | 0.845 |     | 2.63    | 3.33  |
| Manual ZF              | 2.68 | 1.8  | 1.29 | 1    | 0.75  | 0.5 | 2.5     | 3.77  |
| Automática TorqueFlite | 2.45 | 1.45 | 1    |      |       |     | 2.2     | 3.062 |
| Automática TorqueFlite | 2.45 | 1.45 | 1    | 0.69 | 3.54  |     | 2.2     |       |

## Segunda generación

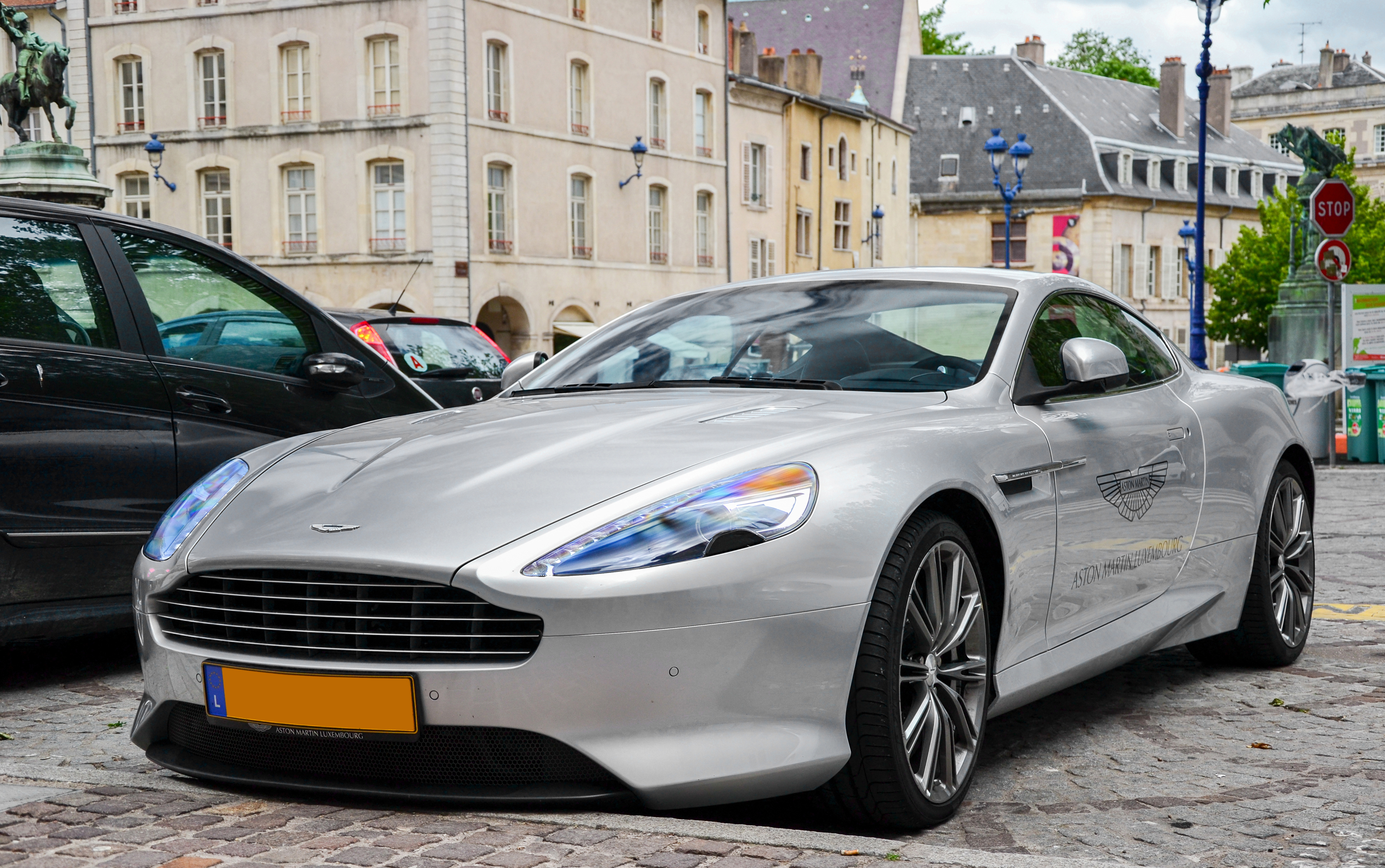
Vista frontal del cupé

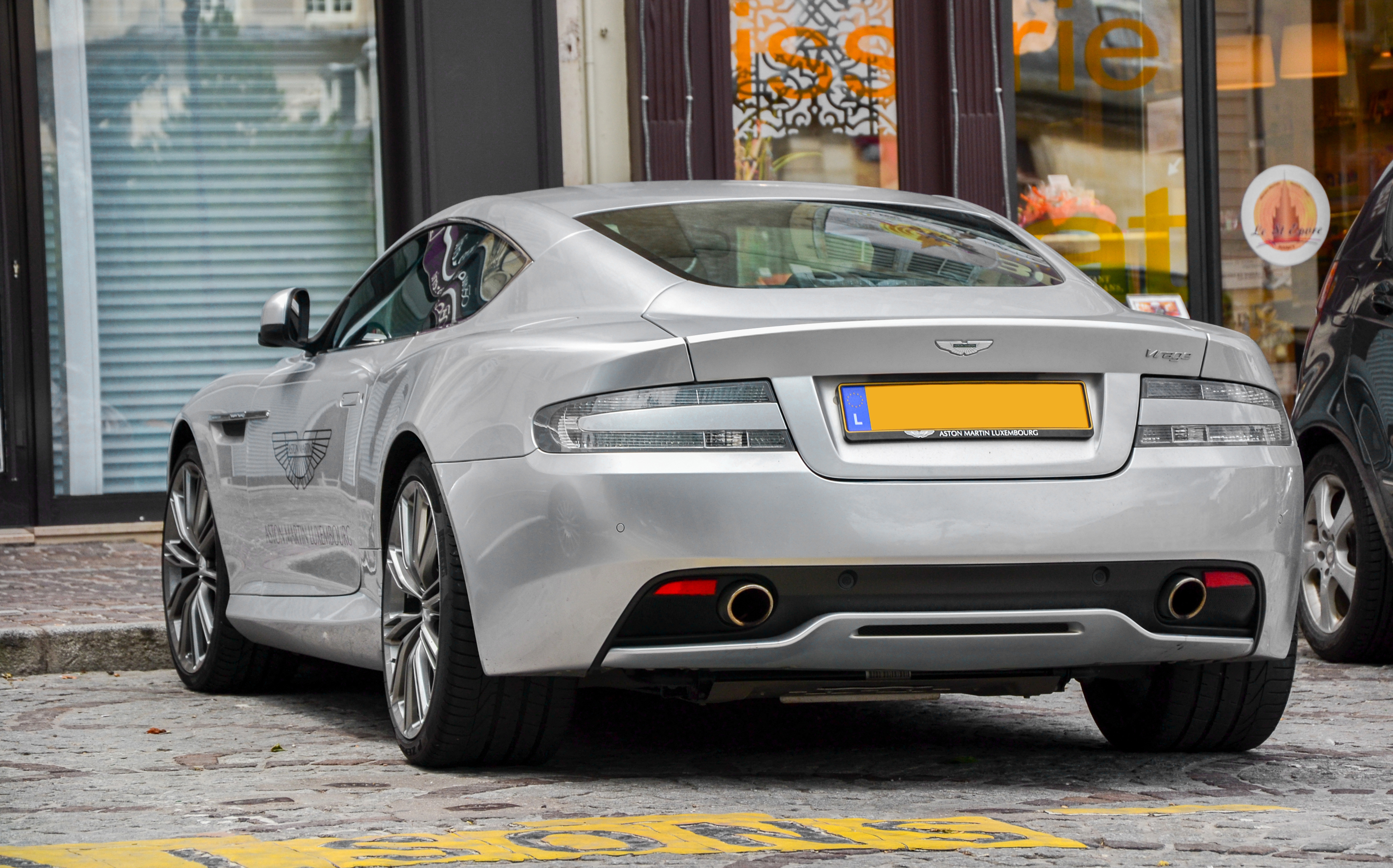
Vista trasera

Aston Martin presentó una nueva generación del Virage en el Salón del Automóvil de Ginebra de 2011. Capitalizó la tecnología del DBS y la unió con la comodidad y el refinamiento que se encuentran en el DB9 y en el Rapide. Estaba destinado a ocupar el estrecho espacio existente entre el DB9 básico y el DBS insignia. Aston Martin anunció que la segunda generación del Virage se suspendería después de 18 meses de producción, ya que las diferencias entre este, el DB9 y el DBS eran simplemente demasiado pequeñas. Tuvo solamente 1001 unidades producidas, cuyas entregas en el Reino Unido fueron 114 con volante a la derecha, de las cuales 22 fueron cupés y 92 Volante.
El coche tiene una configuración de dos asientos o de 2+2 asientos. El V12 AM11 de 5935 cm³ (5,9 litros), tiene una potencia máxima de 490 HP (497 CV; 365 kW) y 420 lb·pie (569 N·m) de par motor. Es capaz de acelerar de 0 a 100 km/h (62 mph) en 4.6 segundos y alcanzar una velocidad máxima de 300 km/h (186 mph). Solamente estaba disponible con la transmisión automática Touchtronic 2, incluyendo paletas detrás del volante para cambios más rápidos. La potencia se incrementó en 20 HP (14,9 kW) con respecto del DB9, al estar equipado con la misma transmisión. El Virage también agregaba frenos carbono-cerámicos como equipamiento estándar, un interior más fresco que eliminaba el arcaico sistema de navegación de Volvo, además de un chasis completamente reconstruido, lo que ayudó a obtener un resultado más preciso y refinado.
Presentaba nuevos faros delanteros, una parrilla de cinco paletas, un divisor frontal de carbono, nuevas aletas y un nuevo tratamiento del vierteaguas que fluía hacia un nuevo difusor trasero.
La insonorización adicional en los mamparos delanteros y traseros y la amortiguación adaptativa "ADS" más sofisticada, lo convirtieron en un coche refinado. La transmisión automática ZF de seis velocidades era suave y silenciosa y el V12 era audible, sin dejar de ser también refinado.
Era un coche pesado, pero el balanceo de la carrocería estaba bien suprimido y la parte delantera difícilmente caía en el subviraje, los frenos era estupendos, mientras que el agarre y la tracción estaban tan bien calibradas que se podía ir a altas velocidades sin gran esfuerzo. Se podía sentir el balance al cambiar de marcha en una curva mientras se hacían ajustes en el volante o el acelerador. Con el control de estabilidad ("DSC") en modo "Track", se podían evitar pequeños deslizamientos de sobreviraje sin tener que depender únicamente de sus reacciones. El modo "Sport" reforzaba la amortiguación, creando más ruido en la carretera y una conducción notablemente más firme. La caja automática funcionaba bien en manual, tal vez sin los cambios incisivos de una caja de cambios de doble embrague, pero lo compensaba en la ciudad o cuando se conducía suavemente.
Estaba disponible en dos estilos de carrocería: Cupé o Volante (descapotable, en el lenguaje de Aston Martin).

### Volante
El Volante había sido recalibrado a 490 HP (497 CV; 365 kW) para estar por arriba de los 470 HP (477 CV; 350 kW) del DB9 y los 510 HP (517 CV; 380 kW) del DBS. Tenía una configuración deportiva para reajustar los amortiguadores adaptativos e igual que el cupé, equipaba frenos carbono-cerámicos de serie. La dirección tenía un peso aceptable y, para un coche grande, pesado y orientado a los GT de competición, se sentía conectado al asfalto; y cuando las carreteras están húmedas, incluso con el control de estabilidad activado, se sentía mucha seguridad.
En cuanto a sus desventajas, la parte trasera se sentía un poco suave e imprecisa, mientras que la conducción, incluso en la configuración regular, parecía demasiado firme hasta el punto de tambalearse en carreteras secundarias llenas de baches, lo que a su vez provocaba estremecimientos y sacudidas ocasionales. La caja automática nunca había sido ni la más suave ni la de cambios más rápidos, pero se acercaba a la de un GT y era adecuada. La configuración "Sport" agudizaba tanto el acelerador tanto como la caja para acelerar al máximo. Su velocidad máxima estaba limitada a 183 mph (295 km/h).
En cuanto al ahorro de combustible era más eficiente que el DB9 y el DBS, con 0,6 mpgAm (392,1 L/100 km; 0,3 km/L) menos y sus emisiones de CO2 eran de 18 g (0,6 onzas)/km menos, aunque sus cifras de 18,8 mpgAm (12,5 L/100 km; 8 km/L) y 349 g (12,3 onzas)/km son difícilmente "limpias", a menos que la mayor parte del tiempo vaya a una velocidad constante de 60 mph (97 km/h).
Aunque sus proporciones más o menos las mismas que las del DB9, el Virage Volante tenía nuevas luces diurnas led para darle una apariencia única, incluso en la noche. También se agregaban nuevos rines de aleación de 20 pulgadas (50,8 cm). Aunque el Virage se veía más moderno que el DB9, parecía más bien un rediseño que un modelo completamente nuevo.
Con una capacidad del maletero de 172 litros (6,1 pies cúbicos), era más grande que la del DB9 y DBS y solamente 14 litros (0,5 pies cúbicos) menos que el Virage Cupé, incluso con el techo abatido. Los asientos traseros eran extremadamente estrechos, pero también se podían abatir para obtener espacio extra, haciéndolo sorpresivamente práctico para un coche de su tipo. El techo multicapa proveía un excelente aislamiento de elementos y el ruido del viento, incluso a altas velocidades proporcionaba los niveles de refinamiento de un cupé.

### Shooting Brake Zagato Centennial
En septiembre de 2014, Zagato mostró un único Shooting Brake en el Concurso de Elegancia de Chantilly, para conmemorar 95 años de existencia. Estaba basado en el Aston Martin Virage y fue encargado por un cliente europeo que deseaba un coche moderno de colección. Seguía las mismas pautas de diseño que el DBS Coupe Zagato Centennial de 2013 y el DB9 Spyder Zagato Centennial, para celebrar los 100 años de Aston Martin Lagonda Ltd.
La carrocería Shooting Brake ha tenido diferentes significados a lo largo de la historia. Sin embargo, desde los años 1960, comúnmente se refiere a un cupé de lujo, rigurosamente con dos puertas y un espacio funcional en la cajuela. Esta en particular fue creada para dar cabida al deportivismo y ocio del cliente, proporcionando la experiencia de conducción de un GT deportivo.
Al estar basado en el Virage y, aunque Zagato se enfoca únicamente en el diseño más que de las características mecánicas, se cree que su motor era un V12 de 4.0 litros con 490 HP (497 CV; 365 kW), que son enviados a las ruedas traseras.
A pesar de que desde su fundación en 1919, Zagato se ha centrado principalmente en los coches deportivos y de carreras, decidieron reinterpretar el diseño elegante del Virage como Shooting Brake bajo un enfoque de diseño milanés, combinando comodidad con el rendimiento que ya se ofrecía el modelo. Hubo conversiones realizadas durante los años 1960 y 1970 por los carroceros locales sobre los DB5, DB6 y DBS, pero en los años 1990 la compañía decidió participar con sus propios diseños. Aunque el origen es inglés, los carroceros italianos siempre han participado activamente en estos trabajos.

### Especificaciones
| Distribución                          | DOHC 4 válvulas por cilindro (48 en total) |
| Alimentación                          | Inyección electrónica multipunto           |
| Diámetro x carrera                    | 89 x 79,5 mm (3,50 x 3,13 pulgadas)        |
| Relación de compresión                | 10.97:1                                    |
| Potencia máxima                       | 490 HP (497 CV; 365 kW) @ 6500 rpm         |
| Par máximo                            | 420 lb·pie (569 N·m) @ 5700 rpm            |
| Capacidad del depósito de combustible | 78 litros (20,6 galAm)                     |

| Tipo                              | 1.ª   | 2.ª  | 3.ª   | 4.ª   | 5.ª   | 6.ª   | Reversa | Final |
| --------------------------------- | ----- | ---- | ----- | ----- | ----- | ----- | ------- | ----- |
| Automática ZF 6HP26 Touchtronic 2 | 4.171 | 2.34 | 1.521 | 1.143 | 0.867 | 0.691 | 3.403   | 3.46  |